# Nicolas II d'Opava
Nicolas II d'Opava (nommé aussi en français: Nicolas II de Troppau, Nicolas Ier de Ratibór; tchèque : Mikuláš II. Opavský; polonais : Mikołaj II opawski né vers 1288 – 8 décembre 1365) fut duc d'Opava (allemand : Troppau) à partir de 1318 à sa mort et Duc de Ratibor de 1337 à 1365 et burgrave de Kladsko (allemand : Glatz) de 1350 à 1365 et enfin chambellan du royaume de Bohême.

## Biographie
Nicolas II d'Opava est un membre de la lignée de Silésie de la dynastie tchèque des Přemyslides. Ses parents sont le duc Nicolas Ier d'Opava, et une certaine Adelheid nièce putative de l'empereur Rodolphe Ier de Habsbourg.
Pendant la succession au trône du royaume de Bohême consécutive à la disparition en 1306 du dernier Přemyslide légitime; Venceslas III de Bohême, il devient un partisan de Jean de Luxembourg qui lui restitue le duché d'Opava et élève le fief en duché independant. Il transfère la résidence ducale de Hradec nad Moravicí (allemand : Grätz) à Opava (allemand : Troppau).
En 1318, il épouse également Anne, l'unique sœur du duc Piast Lech de Racibórz. Comme Lech ne laisse pas d'héritier, le duché de Ratibor revient à la couronne de Bohême après sa mort en 1336. Le roi Jean Ier de Luxembourg après avoir annexé le duché le 14 janvier 1337 l'attribue à son fidèle vassal Nicolas II. Avec la double possessions que constituent Opava et Ratibór, Nicolas devient l'un des princes les plus puissants de la région du haut Oder et la tentative du roi Casimir IV de Pologne de reprendre Ratibor en 1345 échoue.
Après son acquisition par Nicholas, le duché de Ratibor et le duché d'Opava demeurent sous le régime de l'union personnelle, mais l'implication du duc d'Opava dans les affaires de Silésie s'accroit. En 1337, les ducs d'Opole réclament également Ratibór comme étant les plus proches parents en ligne masculine du défunt duc Lech. Le roi Jean Ier leur cède en compensation la cité morave de Prudnik (allemand : Neustadt). Dans un document daté de 1350, Nicolas II est mentionné comme Burgrave de Kłodzko. En 1355 il avait renoncé à Koźle et Gliwice, qui lui venaient de l'héritage du duc Lech.

## Unions et postérité
Nicolas II se marie trois fois :
Vers 1318 il épouse Anne († vers 1340), une fille du duc Przemyslaw de Racibórz dont plusieurs enfants :
- Jean Ier d'Opava-Ratibor qui établit la lignée des Přemyslides d'Opava-Ratibór.
- Euphémie († 1352): épouse en 1335 le duc Siemovit III de Mazovie († 1381)
- Élisabeth († 1386), nonne à Ratibór
- Agnes († 1404), nonne à Ratibór
- Anna († 1361) : épouse en 1346 le comte Burchard ode Hardegg & Retz, burgrave de Magdebourg († 1360-1361)
- Marguerite († 1363) : épouse en 1349 le Margrave Jean Henri de Moravie († 1375).

Après le décès d'Anne, Nicolas se remarie en mai 1342-1345 avec Hedwige († 1351-1359), une fille du duc 
Conrad Ier d'Oleśnica par cette union il a un fils :
- Nicolas III ;

En 1360, Nicolas II se remarie avec une troisième épouse, Jutta († 1378), une fille du duc
Boleslas l'Aîné de Niemodlin (en allemand: Falkenberg). Cette union produit encore trois enfants :
- Anna († 1398) : épouse en 1379 Pierre Holický de Šternberk († 1397);
- Venceslas Ier ;
- Przemko Ier (tchèque : Přemysl I).